# Beagle (Antarktika)
Beagle je otok koji leži sjeveroistočno od otoka Darwin u Otocima opasnosti na istočnom kraju otoka Joinville. Imenovao ga je Odbor za imena mjesta na Antarktiku u Velikoj Britaniji (eng. UK Antarktic Committee Names Place) 1963. po brodu HMS Beagle (kapetan Robert FitzRoy), zbog njegove blizine otoku Darwin.

## Divlje životinje
Otok Beale ima stotine tisuća Adelie pingvina koji se gnijezde tijekom svakog ljeta. Postoje deseci  ptica (porodica Chionidae, pomornici i kapski burnjak) koje se mogu vidjeti na svakoj obali. Morski leopardi često se mogu vidjeti u vodi.

## Geologija
Otok Beagle sastoji se od mezozoičkog diorita povezanog sa subdukcijskim kompleksom koji se tijekom razdoblja krede (prije 80-120 milijuna godina) protezao od Antarktike do Aljaske.